# Erwirkungshandlung
Eine Erwirkungshandlung stellt den Gegenbegriff zur Bewirkungshandlung im deutschen Prozessrecht dar. Erwirkungshandlungen sind Prozesshandlungen, die eine gerichtliche Entscheidung herbeiführen sollen und deshalb mittelbar durch die Entscheidung des Gerichts auf den Prozess wirken. Beispiele hierfür sind Beweisführungen, Behauptungen und die einseitige Erledigungserklärung.
Erwirkungshandlungen sind auf ihre Zulässigkeit und Begründetheit hin zu überprüfen, im Gegensatz zu Bewirkungshandlungen, die wirksam sein müssen. Außerprozessuale Bedingungen sind wie bei allen Prozesshandlungen unzulässig, nicht jedoch innerprozessuale Bedingungen wie etwa die eventuelle Klagenhäufung.
Das gesetzliche Rechtsschutzbedürfnis ist zumeist eine Zulässigkeitsvoraussetzung der Erwirkungshandlung.